# HMAS Vampire (D68)
Pour les articles homonymes, voir D68.
Pour les autres navires du même nom, voir HMAS Vampire.
Le HMAS Vampire (D68) est un destroyer de classe V. Lancé en 1917 dans la Royal Navy, il y sert jusqu'en 1933, quand il est transféré dans la Royal Australian Navy. Il est coulé par l'aviation japonaise le 9 avril 1942.

### Ouvrages
- (en) John Campbell, Naval Weapons of World War II, Annapolis, Maryland, Naval Institute Press, 1985 (ISBN 0-87021-459-4).
- (en) Vic Cassells, The Destroyers : Their Battles and Their Badges, East Roseville, New South Wales, Simon & Schuster, 2000, 250 p. (ISBN 0-7318-0893-2, OCLC 46829686).
- (en) Roger Chesneau, Conway's All the World's Fighting Ships 1922–1946, Greenwich, UK, Conway Maritime Press, 1980 (ISBN 0-85177-146-7).
- (en) Maurice Cocker et Ian Allan, Destroyers of the Royal Navy, 1893–1981 (ISBN 978-0-7110-1075-8 et 0-7110-1075-7).
- (en) Norman Friedman, British Destroyers From Earliest Days to the Second World War, Annapolis, Maryland, Naval Institute Press, 2009 (ISBN 978-1-59114-081-8).
- (en) Robert Gardiner et Randal Gray, Conway's All the World's Fighting Ships : 1906–1921, Annapolis, Maryland, Naval Institute Press, 1984 (ISBN 0-85177-245-5).
- (en) Richard Hough, The Hunting of Force Z : The Brief, Controversial Life of the Modern Battleship, and its Tragic Close With the Destruction of the "Prince of Wales" and "Repulse", Londres, Collins, 1963 (OCLC 2699140).
- (en) H. T. Lenton, British & Empire Warships of the Second World War, Annapolis, Maryland, Naval Institute Press, 1998 (ISBN 1-55750-048-7).
- (en) Edgar J. March, British Destroyers : A History of Development, 1892–1953; Drawn by Admiralty Permission From Official Records & Returns, Ships' Covers & Building Plans, Londres, Seeley Service, 1966.
- (en) Martin Middlebrook et Mahoney, Patrick, Battleship: The Sinking of the Prince of Wales and the Repulse, New York City, New York, Charles Scribner's Sons, 1979 (1re éd. 1977) (OCLC 42848130).
- (en) Antony Preston, 'V & W' Class Destroyers 1917–1945, Londres, Macdonald, 1971 (OCLC 464542895).
- (en) Alan Raven et John Roberts, 'V' and 'W' Class Destroyers, vol. 2, Londres, Arms & Armour, 1979 (ISBN 0-85368-233-X).
- (en) Jürgen Rohwer, Chronology of the War at Sea 1939–1945 : The Naval History of World War Two, Annapolis, Maryland, Naval Institute Press, 2005, 532 p. (ISBN 1-59114-119-2).
- (en) Bob Whinney, The U-boat Peril : A Fight for Survival, Cassell, 2000 (ISBN 0-304-35132-6).
- (en) M. J. Whitley, Destroyers of World War 2, Annapolis, Maryland, Naval Institute Press, 1988 (ISBN 0-87021-326-1).
- (en) John de D. Winser, B.E.F. Ships Before, At and After Dunkirk, Gravesend, Kent, World Ship Society, 1999 (ISBN 0-905617-91-6).

### Ressources numériques
- (en) « HMAS Vampire (I) », sur navy.gov.au, Sea Power Centre, Royal Australian Navy (consulté le 21 novembre 2016).